# 布雷斯地区弗拉塞
布雷斯地区弗拉塞（法語：Flacey-en-Bresse，法語發音：[flasɛ ɑ̃ bʁɛs]）是法国勃艮第-弗朗什-孔泰大區索恩-卢瓦尔省的一个市镇，属于卢昂区。

## 地理
布雷斯地区弗拉塞（46°35'53"N, 5°23'28"E）面积13.72 平方千米，位于法国勃艮第-弗朗什-孔泰大區索恩-卢瓦尔省，该省份为法国中部省份，北起顺时针与科多尔省、汝拉省、安省、罗讷省、卢瓦尔省、阿列省和涅夫勒省接壤。
与布雷斯地区弗拉塞接壤的市镇（或旧市镇、城区）包括：迈纳勒、萨日、勒米鲁瓦尔、欧雅、博福尔-奥尔巴尼亚。
布雷斯地区弗拉塞的时区为UTC+01:00、UTC+02:00（夏令时）。

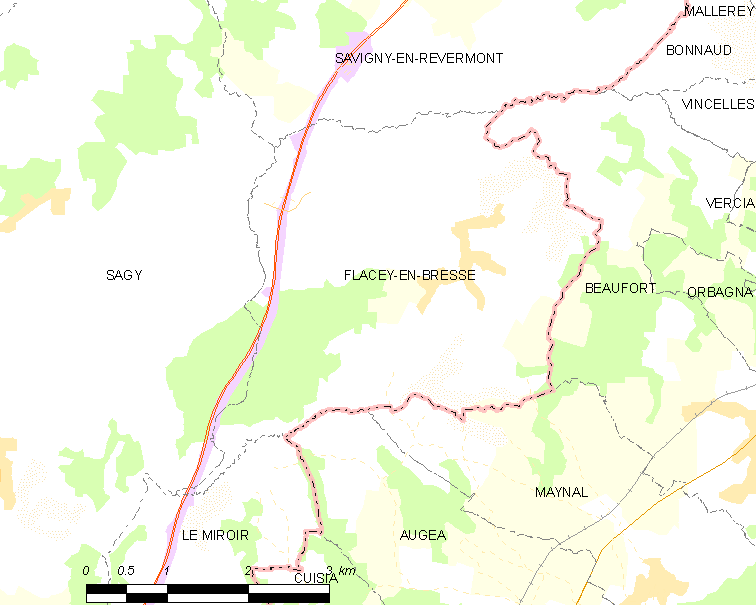
布雷斯地区弗拉塞的OSM定位图

## 行政
布雷斯地区弗拉塞的邮政编码为71580，INSEE市镇编码为71198。

## 政治
布雷斯地区弗拉塞所属的省级选区为屈索县。

## 人口

1962-2008年间布雷斯地区弗拉塞人口变化图示

布雷斯地区弗拉塞于2022年1月1日时的人口数量为412人。